# Maserati

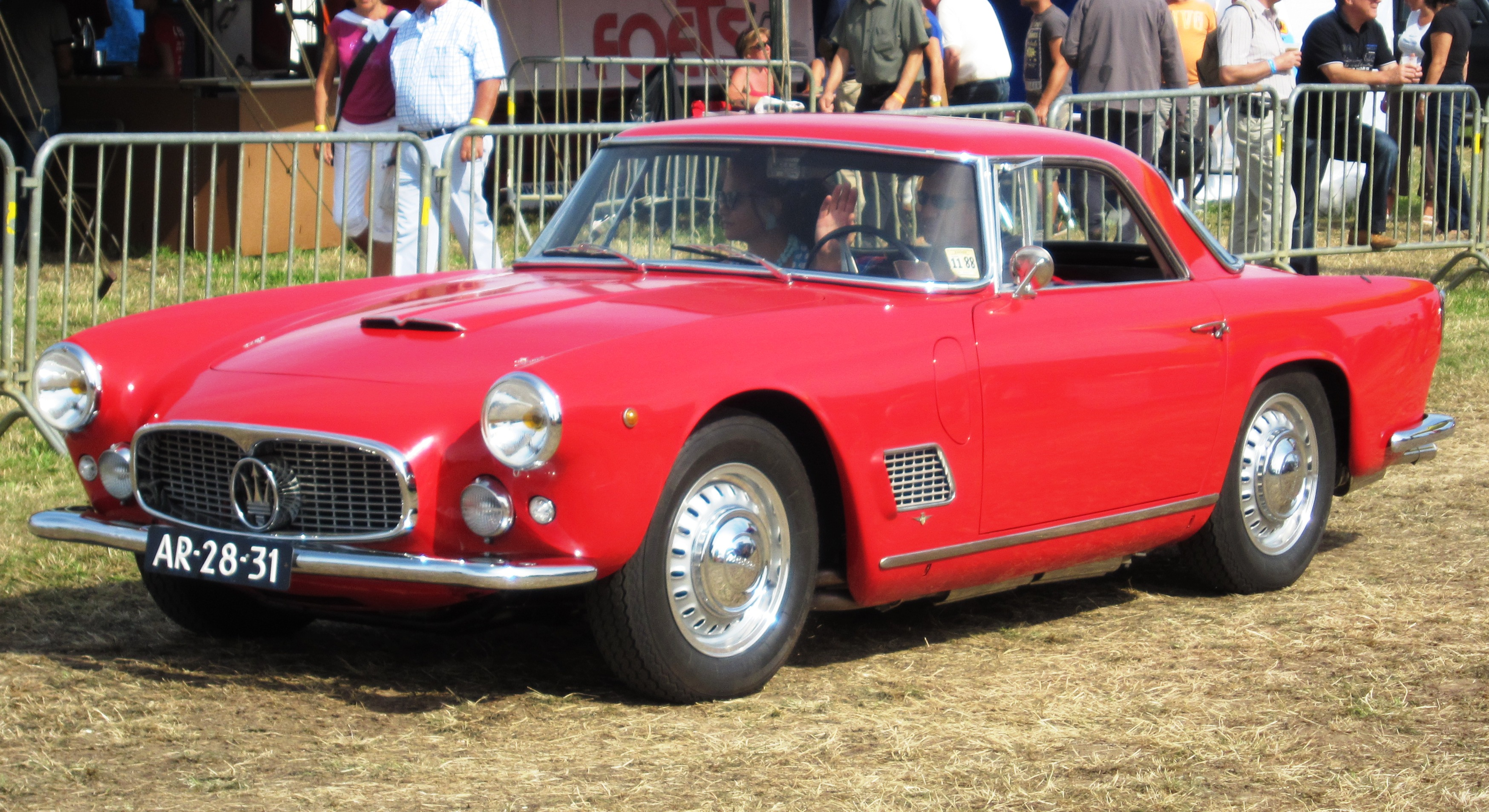
Maserati 3500 GT

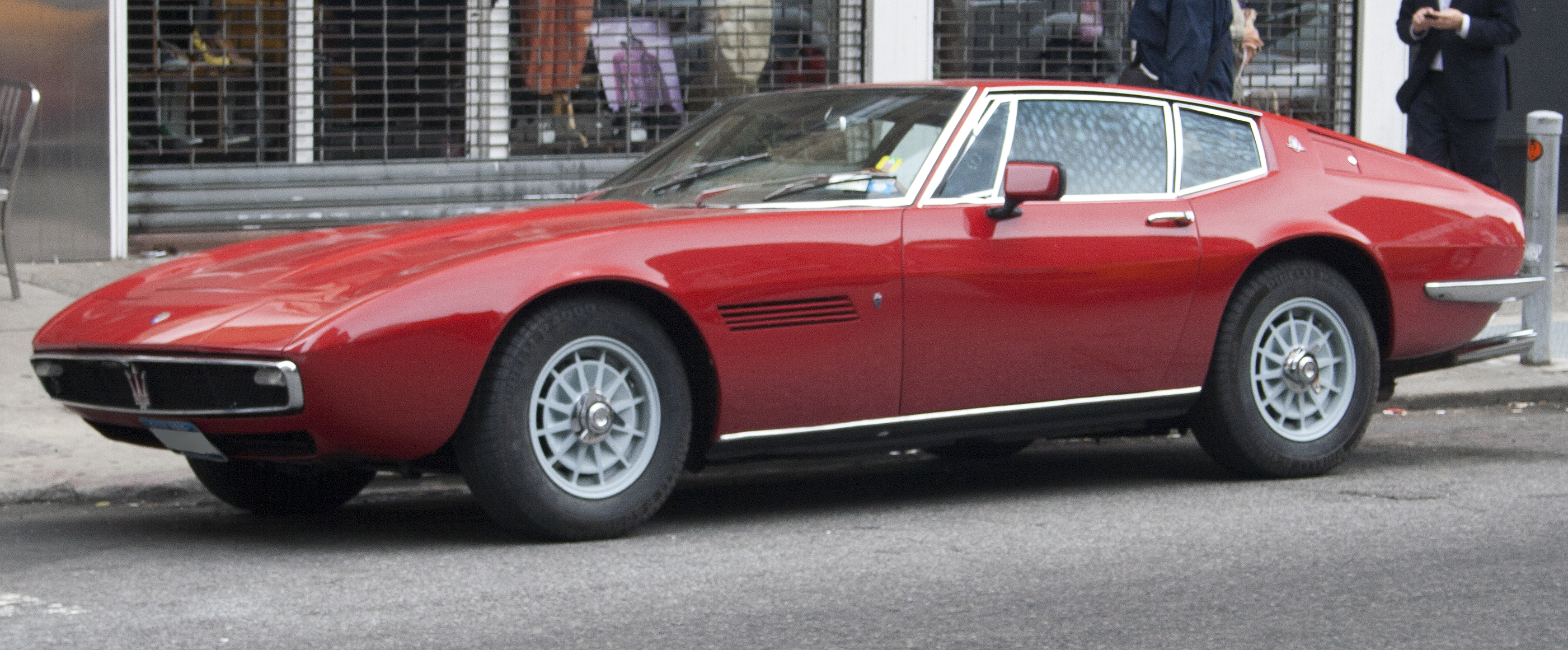
Maserati Ghibli (1966)

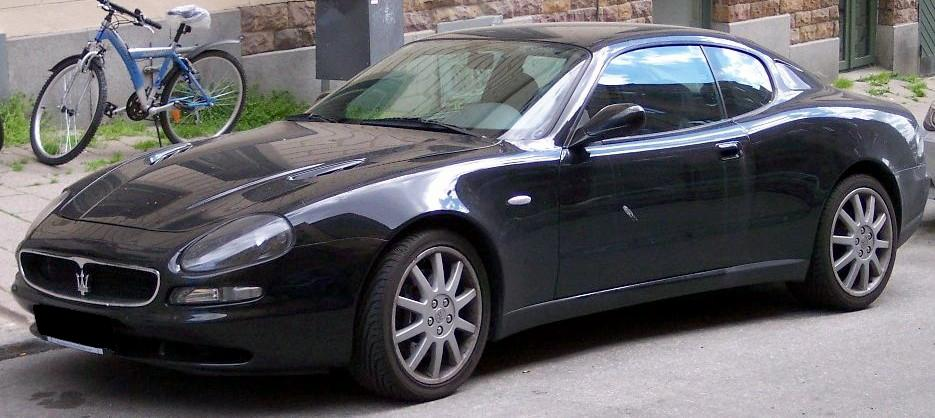
Maserati 3200 GT

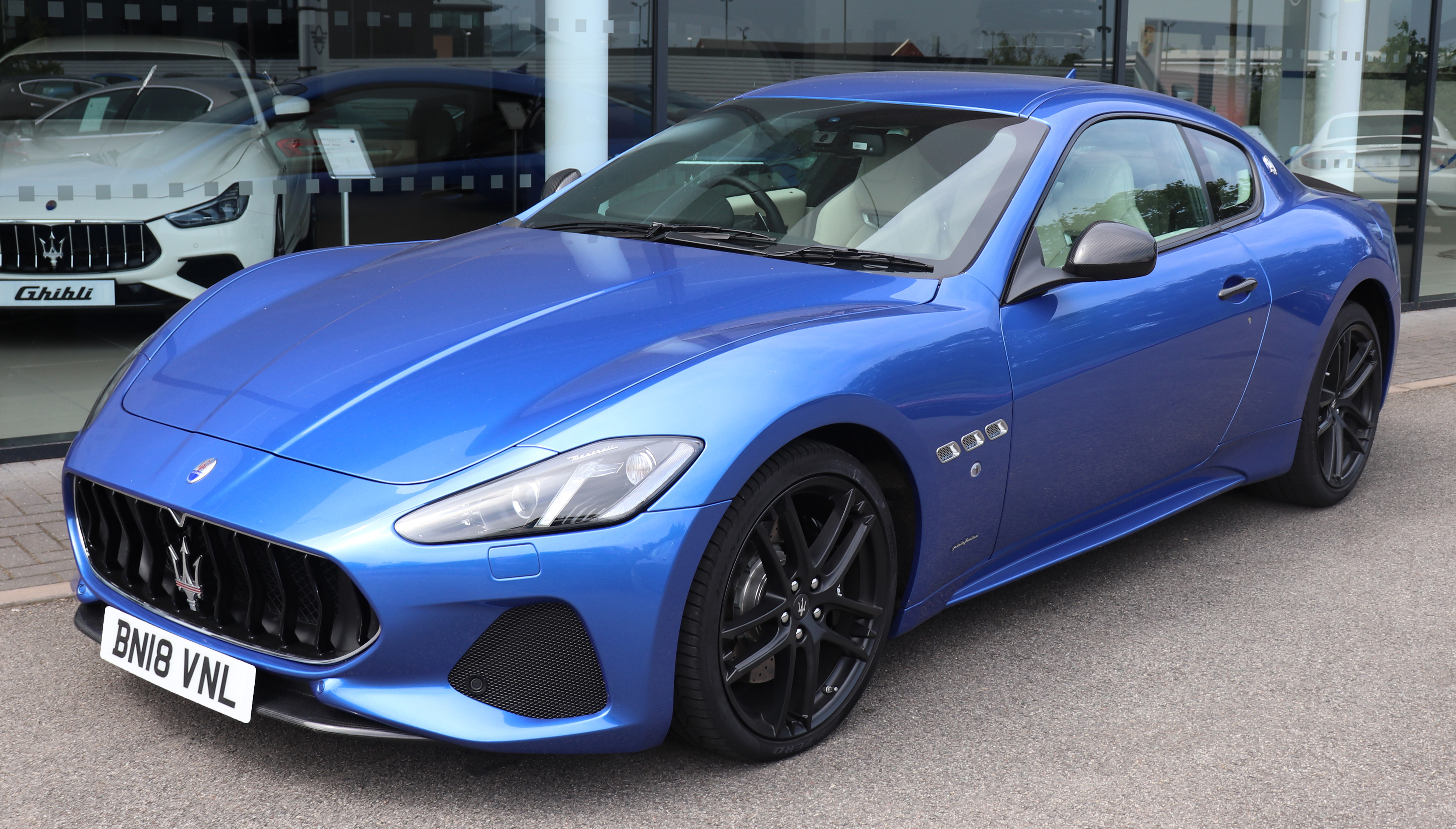
Maserati GranTurismo

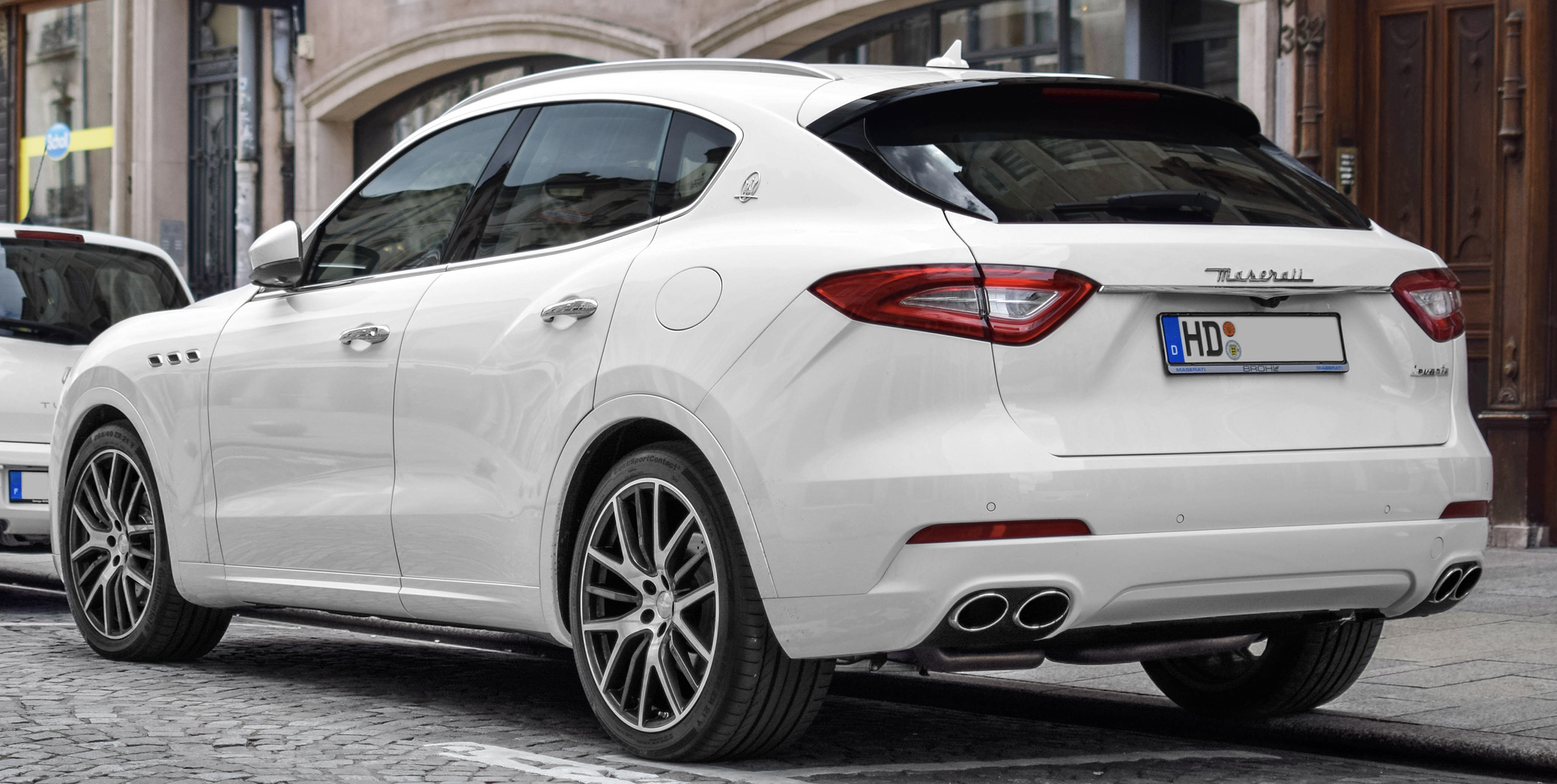
Maserati Levante

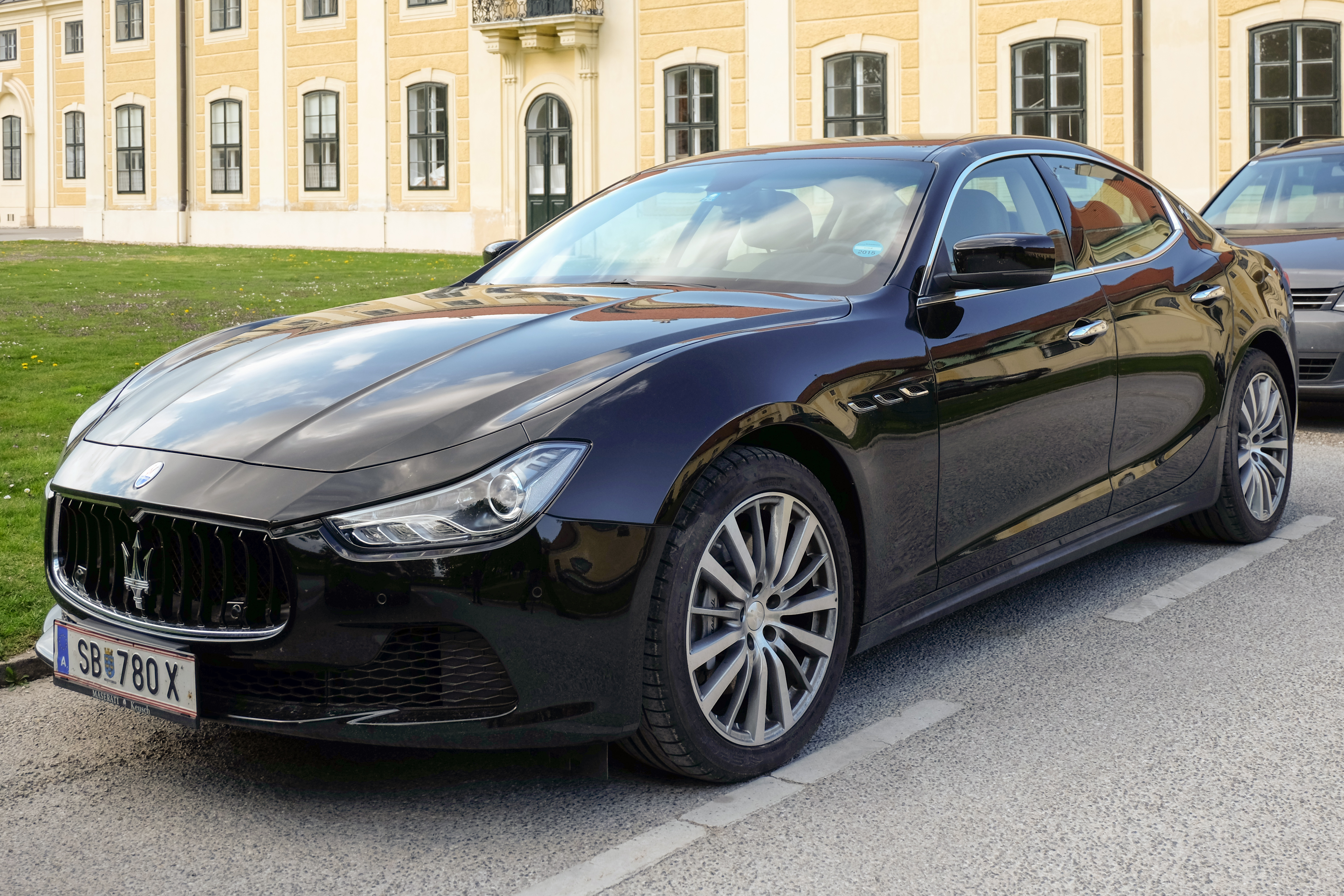
Maserati Ghibli III (2013-)

Maserati is een Italiaans merk van sportwagens. Het heeft ook een terreinwagen ontwikkeld (Levante), en kruisingen tussen sportwagens en luxewagens (Quattroporte en Ghibli). Maserati werkt samen met het eveneens Italiaanse Alfa Romeo en is onderdeel van Stellantis. In het verleden produceerde Maserati enkele jaren motorfietsen.

## Bedrijfshistorie
Het merk Maserati is opgericht in 1914 in Bologna door de zes gebroeders Maserati: Carlo, Bindo, Alfieri, Mario, Ettore en Ernesto. Het maakte in eerste instantie bougies en bobines. In 1926 werd de eerste zelf gebouwde raceauto (Tipo 26) gepresenteerd in de Targa Florio, bestuurd door Alfieri Maserati, die prompt won. Ook daarna heeft hij talloze races op zijn naam geschreven. Vanaf dat moment tot de jaren vijftig heeft men zich beziggehouden met het bouwen van raceauto's waarbij de 250 F en de "Birdcage" de beroemdste types zijn geweest die succesvol waren.
Aan het einde van de jaren vijftig zag men in dat de fabriek van de racerij niet kon leven, en werd besloten om ook straatauto's te gaan bouwen. Het eerste type dat in een behoorlijk grote serie werd gemaakt (bijna 2000 stuks), was de 3500 GTS uit 1957. Tijdens de jaren zestig en zeventig bouwde het merk een reputatie op als producent van exclusieve GT's met klinkende namen als de Mexico, Ghibli, Indy, Bora, Merak, Khamsin, Kyalami en Quattroporte, stuk voor stuk snelle reiswagens die in kleine aantallen werden gefabriceerd. In 1968 nam Citroën Maserati over, wat leidde tot de auto's waarin de hydraulische techniek van Citroën te vinden was.
Midden de jaren zeventig stond de fabriek aan de rand van de afgrond toen Citroën de stekker uit de verliesgevende zaak wilde trekken. De Tomaso nam de zaak in 1975 voor een symbolisch bedrag over. Hij besloot dat de enige manier om te overleven was, om een auto te ontwikkelen die voor een groter publiek bereikbaar was. Zodoende werd in 1982 de Biturbo gepresenteerd.
Door een relatief kleine motor uit te rusten met twee turbo's werd een snelle auto gepresenteerd die het op kon nemen tegen de BMW 323i, de grootste concurrent.
Daarna is het model verbeterd. De laatste incarnatie van de biturbo was de Ghibli II. Daarna werd de fabriek onder het management van Ferrari geplaatst en werd het bedrijf totaal gereorganiseerd en verbouwd. Het eerste model onder het nieuwe bewind was de 3200 GT, die nog een 8 cilinder-biturbomotor had.
Daarna is men over gegaan op conventionele motoren zonder turbo's, die in de huidige modellen te vinden zijn.
Recent is Maserati toegevoegd aan Alfa Romeo binnen de Fiat-groep, en is het dus weer onder Ferrari weggehaald.
In 2015 werden 31.500 voertuigen van het merk verkocht. Ongeveer 40% van de verkopen vinden plaats in de Verenigde Staten en de tweede markt is de Volksrepubliek China waar iets meer dan een vijfde van de verkopen werden gerealiseerd.

## Modellen
Het huidige modellengamma van Maserati bestaat uit de Quattroporte, de Ghibli, de Levante, de Grecale, de GranTurismo, de GranCabrio en de MC20.
Tijdens het Autosalon van Genève in 2004 kon men een nieuwe wagen van Maserati bewonderen: een supersportwagen, de MC12, gebouwd voor het FIA GT-kampioenschap, op basis van de Ferrari Enzo. De MC12 is weglegaal en er zijn in totaal 50 stuks gebouwd. In 2020 werd in Modena zijn opvolger voorgesteld: de MC20.
In 2016 heeft Maserati twee sports utility vehicles op de markt gebracht. De Levante heeft een instapmodel gebaseerd op de Ghibli-techniek en is voorzien van een 3 liter V6-dieselmotor met een vermogen van 275 pk. De S-versie is een luxere versie met een 430 pk sterke V6-benzinemotor.

### Racewagens
- Tipo 26 (1926)
- Tipo 8CTF (1938)
- Tipo 4CL (1939)
- Tipo 8CL (1940)
- 300S (1955)
- 150S (1955)
- 250 F (1957)
- Tipo 61 "Birdcage" (1959-1961)
- 151 (1962)
- Motor Tipo 9/F1 (1966)

### Personenwagens
- A6 (1947-1950)
- A6G (1950-1954)
- A6G/54 (1954-1957)
- 3500 GT (1957-1965)
- 5000 GT (1959-1964)
- Sebring (1961-1969)
- Quattroporte (1963)
- Mistral (1963-1970)
- Ghibli (1966)
- Mexico (1966-1972)
- Indy (1969-1975)
- Bora (1971)
- Khamsin (1972)
- Merak (1975-1983)
- Kyalami (1978)
- Biturbo (1981-1994)
  - 222 (1988-1994)
  - 2.24v (1988-1993)
  - Racing (1991-1992)
  - 420/425 (1985-1989)
  - 430 (1986-1993)
  - 422 (1988-1992)
  - 4.18v (1990-1992)
  - 4.24v (1990-1993)
  - Spyder I (1984-1994)
- 228 (1986-1992)
- Karif (1988-1993)
- Ghibli II (1990-1996)
- Shamal (1990-1996)
- Quattroporte IV (1992-1996)
- 3200 GT (1998-2001)
- 4200 GT (2001-2007)
- Quattroporte V (2003-2012)
- MC12 (2004-2005)
- Quattroporte VI (2013-)
- Ghibli III (2013-)
- Levante (2016-)
- MC20 (2022-)
- Grecale (2022-)

### Tijdlijn personenwagens
| Type                | Type                | Type     | 1980                      | 1980                           | 1980                           | 1980                                  | 1980                                  | 1980                                  | 1980                                  | 1980                                  | 1980                                  | 1980                                  | 1990                                  | 1990                                  | 1990                                  | 1990                                  | 1990                                  | 1990            | 1990            | 1990            | 1990            | 1990            | 2000            | 2000            | 2000            | 2000      | 2000           | 2000           | 2000           | 2000           | 2000           | 2000           | 2010           | 2010           | 2010           | 2010            | 2010            | 2010            | 2010            | 2010            | 2010            | 2010            | 2020            | 2020            | 2020            | 2020            | 2020            |                 |                 |
| Type                | Type                | Type     | 0                         | 1                              | 2                              | 3                                     | 4                                     | 5                                     | 6                                     | 7                                     | 8                                     | 9                                     | 0                                     | 1                                     | 2                                     | 3                                     | 4                                     | 5               | 6               | 7               | 8               | 9               | 0               | 1               | 2               | 3         | 4              | 5              | 6              | 7              | 8              | 9              | 0              | 1              | 2              | 3               | 4               | 5               | 6               | 7               | 8               | 9               | 0               | 1               | 2               | 3               | 4               |                 |                 |
| Hogere middenklasse | Hogere middenklasse | Sedan    |                           |                                |                                | 425 / 420 / 430 / 422 / 4.18v / 4.24v | 425 / 420 / 430 / 422 / 4.18v / 4.24v | 425 / 420 / 430 / 422 / 4.18v / 4.24v | 425 / 420 / 430 / 422 / 4.18v / 4.24v | 425 / 420 / 430 / 422 / 4.18v / 4.24v | 425 / 420 / 430 / 422 / 4.18v / 4.24v | 425 / 420 / 430 / 422 / 4.18v / 4.24v | 425 / 420 / 430 / 422 / 4.18v / 4.24v | 425 / 420 / 430 / 422 / 4.18v / 4.24v | 425 / 420 / 430 / 422 / 4.18v / 4.24v | 425 / 420 / 430 / 422 / 4.18v / 4.24v | 425 / 420 / 430 / 422 / 4.18v / 4.24v |                 |                 |                 |                 |                 |                 |                 |                 |           |                |                |                |                |                |                |                |                |                | Ghibli III      | Ghibli III      | Ghibli III      | Ghibli III      | Ghibli III      | Ghibli III      | Ghibli III      | Ghibli III      | Ghibli III      | Ghibli III      | Ghibli III      | Ghibli III      |                 |                 |
| Hogere middenklasse | Hogere middenklasse | Coupé    |                           | Biturbo / 222 / 2.24v / Racing | Biturbo / 222 / 2.24v / Racing | Biturbo / 222 / 2.24v / Racing        | Biturbo / 222 / 2.24v / Racing        | Biturbo / 222 / 2.24v / Racing        | Biturbo / 222 / 2.24v / Racing        | Biturbo / 222 / 2.24v / Racing        | Biturbo / 222 / 2.24v / Racing        | Biturbo / 222 / 2.24v / Racing        | Biturbo / 222 / 2.24v / Racing        | Biturbo / 222 / 2.24v / Racing        | Biturbo / 222 / 2.24v / Racing        | Biturbo / 222 / 2.24v / Racing        | Biturbo / 222 / 2.24v / Racing        |                 |                 |                 |                 |                 |                 |                 |                 |           |                |                |                |                |                |                |                |                |                |                 |                 |                 |                 |                 |                 |                 |                 |                 |                 |                 |                 |                 |                 |
| Hogere middenklasse | Hogere middenklasse | Spyder   |                           |                                |                                |                                       | Spyder I                              | Spyder I                              | Spyder I                              | Spyder I                              | Spyder I                              | Spyder I                              | Spyder I                              | Spyder I                              | Spyder I                              | Spyder I                              | Spyder I                              |                 |                 |                 |                 |                 |                 |                 |                 |           |                |                |                |                |                |                |                |                |                |                 |                 |                 |                 |                 |                 |                 |                 |                 |                 |                 |                 |                 |                 |
| Topklasse           | Topklasse           | Sedan    | Quattroporte III / Royale | Quattroporte III / Royale      | Quattroporte III / Royale      | Quattroporte III / Royale             | Quattroporte III / Royale             | Quattroporte III / Royale             | Quattroporte III / Royale             | Quattroporte III / Royale             | Quattroporte III / Royale             | Quattroporte III / Royale             | Quattroporte III / Royale             |                                       |                                       |                                       | Quattroporte IV                       | Quattroporte IV | Quattroporte IV | Quattroporte IV | Quattroporte IV | Quattroporte IV | Quattroporte IV | Quattroporte IV | Quattroporte IV |           | Quattroporte V | Quattroporte V | Quattroporte V | Quattroporte V | Quattroporte V | Quattroporte V | Quattroporte V | Quattroporte V | Quattroporte V | Quattroporte VI | Quattroporte VI | Quattroporte VI | Quattroporte VI | Quattroporte VI | Quattroporte VI | Quattroporte VI | Quattroporte VI | Quattroporte VI | Quattroporte VI | Quattroporte VI | Quattroporte VI | Quattroporte VI | Quattroporte VI |
| GT                  | vierzitter          | Coupé    | Kyalami                   | Kyalami                        | Kyalami                        | Kyalami                               |                                       |                                       |                                       | Biturbo 228                           | Biturbo 228                           | Biturbo 228                           | Biturbo 228                           | Biturbo 228                           |                                       |                                       |                                       |                 |                 |                 |                 |                 |                 |                 |                 |           |                |                |                | GranTurismo    | GranTurismo    | GranTurismo    | GranTurismo    | GranTurismo    | GranTurismo    | GranTurismo     | GranTurismo     | GranTurismo     | GranTurismo     | GranTurismo     | GranTurismo     | GranTurismo     |                 |                 |                 | GranTurismo II  | GranTurismo II  |                 |                 |
| GT                  | vierzitter          | Cabrio   |                           |                                |                                |                                       |                                       |                                       |                                       |                                       |                                       |                                       |                                       |                                       |                                       |                                       |                                       |                 |                 |                 |                 |                 |                 |                 |                 |           |                |                |                |                |                |                | GranCabrio     | GranCabrio     | GranCabrio     | GranCabrio      | GranCabrio      | GranCabrio      | GranCabrio      | GranCabrio      | GranCabrio      | GranCabrio      |                 |                 |                 |                 |                 |                 |                 |
| GT                  | 2+2                 | Coupé    |                           |                                |                                |                                       |                                       |                                       |                                       |                                       |                                       |                                       |                                       |                                       | Ghibli II                             | Ghibli II                             | Ghibli II                             | Ghibli II       | Ghibli II       | Ghibli II       | 3200 GT         | 3200 GT         | 3200 GT         | 3200 GT         | Coupé           | Coupé     | Coupé          | Coupé          | Coupé          | Coupé          |                |                |                |                |                |                 |                 |                 |                 |                 |                 |                 |                 |                 |                 |                 |                 |                 |                 |
| GT                  | 2+2                 | Coupé    | Khamsin                   | Khamsin                        | Khamsin                        |                                       |                                       |                                       |                                       |                                       |                                       |                                       | Shamal                                | Shamal                                | Shamal                                | Shamal                                | Shamal                                | Shamal          | Shamal          |                 | 3200 GT         | 3200 GT         | 3200 GT         | 3200 GT         |                 |           | GranSport      | GranSport      | GranSport      | GranSport      |                |                |                |                |                |                 |                 |                 |                 |                 |                 |                 |                 |                 |                 |                 |                 |                 |                 |
| GT                  | tweezitter          | Coupé    |                           |                                |                                |                                       |                                       |                                       |                                       |                                       | Karif                                 | Karif                                 | Karif                                 | Karif                                 |                                       |                                       |                                       |                 |                 |                 |                 |                 |                 |                 |                 |           |                |                |                |                |                |                |                |                |                |                 |                 |                 |                 |                 |                 |                 |                 |                 |                 |                 |                 |                 |                 |
| GT                  | tweezitter          | Spyder   |                           |                                |                                |                                       |                                       |                                       |                                       |                                       |                                       |                                       |                                       |                                       |                                       |                                       |                                       |                 |                 |                 |                 |                 |                 | Spyder II       | Spyder II       | Spyder II | Spyder II      | Spyder II      | Spyder II      | Spyder II      |                |                |                |                |                |                 |                 |                 |                 |                 |                 |                 |                 |                 |                 |                 |                 |                 |                 |
| Sportwagen          | Sportwagen          | 2+2      | Merak                     | Merak                          | Merak                          | Merak                                 |                                       |                                       |                                       |                                       |                                       |                                       |                                       |                                       |                                       |                                       |                                       |                 |                 |                 |                 |                 |                 |                 |                 |           |                |                |                |                |                |                |                |                |                |                 |                 |                 |                 |                 |                 |                 |                 |                 |                 |                 |                 |                 |                 |
| Sportwagen          | Sportwagen          | Supercar |                           |                                |                                |                                       |                                       |                                       |                                       |                                       |                                       |                                       |                                       |                                       |                                       |                                       |                                       |                 |                 |                 |                 |                 |                 |                 |                 |           |                | MC12           | MC12           |                |                |                |                |                |                |                 |                 |                 |                 |                 |                 |                 | MC20            | MC20            | MC20            | MC20            | MC20            |                 |                 |
| CUV                 | CUV                 | CUV      |                           |                                |                                |                                       |                                       |                                       |                                       |                                       |                                       |                                       |                                       |                                       |                                       |                                       |                                       |                 |                 |                 |                 |                 |                 |                 |                 |           |                |                |                |                |                |                |                |                |                |                 |                 |                 |                 |                 |                 |                 |                 |                 | Grecale         | Grecale         | Grecale         |                 |                 |
| SUV                 | SUV                 | SUV      |                           |                                |                                |                                       |                                       |                                       |                                       |                                       |                                       |                                       |                                       |                                       |                                       |                                       |                                       |                 |                 |                 |                 |                 |                 |                 |                 |           |                |                |                |                |                |                |                |                |                |                 |                 |                 | Levante         | Levante         | Levante         | Levante         | Levante         | Levante         | Levante         | Levante         | Levante         |                 |                 |
| Eigenaar            | Eigenaar            | Eigenaar | De Tomaso                 | De Tomaso                      | De Tomaso                      | De Tomaso                             | De Tomaso                             | De Tomaso                             | De Tomaso                             | De Tomaso                             | De Tomaso                             | De Tomaso                             | De Tomaso                             | De Tomaso                             | De Tomaso                             | Fiat S.p.A.                           | Fiat S.p.A.                           | Fiat S.p.A.     | Fiat S.p.A.     | Fiat S.p.A.     | Fiat S.p.A.     | Ferrari         | Ferrari         | Ferrari         | Ferrari         | Ferrari   | Fiat S.p.A.    | Fiat S.p.A.    | Fiat S.p.A.    | Fiat S.p.A.    | Fiat S.p.A.    | Fiat S.p.A.    | Fiat S.p.A.    | Fiat S.p.A.    | Fiat S.p.A.    | Fiat S.p.A.     | FCA             | FCA             | FCA             | FCA             | FCA             | FCA             | FCA             | Stellantis      | Stellantis      | Stellantis      | Stellantis      |                 |                 |

| Maserati-modellen van 1945 tot 1980 — volgend » | Maserati-modellen van 1945 tot 1980 — volgend » | Maserati-modellen van 1945 tot 1980 — volgend » | Maserati-modellen van 1945 tot 1980 — volgend » | Maserati-modellen van 1945 tot 1980 — volgend » | Maserati-modellen van 1945 tot 1980 — volgend » | Maserati-modellen van 1945 tot 1980 — volgend » | Maserati-modellen van 1945 tot 1980 — volgend » | Maserati-modellen van 1945 tot 1980 — volgend » | Maserati-modellen van 1945 tot 1980 — volgend » | Maserati-modellen van 1945 tot 1980 — volgend » | Maserati-modellen van 1945 tot 1980 — volgend » | Maserati-modellen van 1945 tot 1980 — volgend » | Maserati-modellen van 1945 tot 1980 — volgend » | Maserati-modellen van 1945 tot 1980 — volgend » | Maserati-modellen van 1945 tot 1980 — volgend » | Maserati-modellen van 1945 tot 1980 — volgend » | Maserati-modellen van 1945 tot 1980 — volgend » | Maserati-modellen van 1945 tot 1980 — volgend » | Maserati-modellen van 1945 tot 1980 — volgend » | Maserati-modellen van 1945 tot 1980 — volgend » | Maserati-modellen van 1945 tot 1980 — volgend » | Maserati-modellen van 1945 tot 1980 — volgend » | Maserati-modellen van 1945 tot 1980 — volgend » | Maserati-modellen van 1945 tot 1980 — volgend » | Maserati-modellen van 1945 tot 1980 — volgend » | Maserati-modellen van 1945 tot 1980 — volgend » | Maserati-modellen van 1945 tot 1980 — volgend » | Maserati-modellen van 1945 tot 1980 — volgend » | Maserati-modellen van 1945 tot 1980 — volgend » | Maserati-modellen van 1945 tot 1980 — volgend » | Maserati-modellen van 1945 tot 1980 — volgend » | Maserati-modellen van 1945 tot 1980 — volgend » | Maserati-modellen van 1945 tot 1980 — volgend » | Maserati-modellen van 1945 tot 1980 — volgend » | Maserati-modellen van 1945 tot 1980 — volgend » | Maserati-modellen van 1945 tot 1980 — volgend » | Maserati-modellen van 1945 tot 1980 — volgend » | Maserati-modellen van 1945 tot 1980 — volgend » |
| ----------------------------------------------- | ----------------------------------------------- | ----------------------------------------------- | ----------------------------------------------- | ----------------------------------------------- | ----------------------------------------------- | ----------------------------------------------- | ----------------------------------------------- | ----------------------------------------------- | ----------------------------------------------- | ----------------------------------------------- | ----------------------------------------------- | ----------------------------------------------- | ----------------------------------------------- | ----------------------------------------------- | ----------------------------------------------- | ----------------------------------------------- | ----------------------------------------------- | ----------------------------------------------- | ----------------------------------------------- | ----------------------------------------------- | ----------------------------------------------- | ----------------------------------------------- | ----------------------------------------------- | ----------------------------------------------- | ----------------------------------------------- | ----------------------------------------------- | ----------------------------------------------- | ----------------------------------------------- | ----------------------------------------------- | ----------------------------------------------- | ----------------------------------------------- | ----------------------------------------------- | ----------------------------------------------- | ----------------------------------------------- | ----------------------------------------------- | ----------------------------------------------- | ----------------------------------------------- | ----------------------------------------------- |
| Type                                            | Type                                            | Type                                            | 1940                                            | 1940                                            | 1940                                            | 1940                                            | 1940                                            | 1950                                            | 1950                                            | 1950                                            | 1950                                            | 1950                                            | 1950                                            | 1950                                            | 1950                                            | 1950                                            | 1950                                            | 1960                                            | 1960                                            | 1960                                            | 1960                                            | 1960                                            | 1960                                            | 1960                                            | 1960                                            | 1960                                            | 1960                                            | 1970                                            | 1970                                            | 1970                                            | 1970                                            | 1970                                            | 1970                                            | 1970                                            | 1970                                            | 1970                                            | 1970                                            |                                                 |
| Type                                            | Type                                            | Type                                            | 5                                               | 6                                               | 7                                               | 8                                               | 9                                               | 0                                               | 1                                               | 2                                               | 3                                               | 4                                               | 5                                               | 6                                               | 7                                               | 8                                               | 9                                               | 0                                               | 1                                               | 2                                               | 3                                               | 4                                               | 5                                               | 6                                               | 7                                               | 8                                               | 9                                               | 0                                               | 1                                               | 2                                               | 3                                               | 4                                               | 5                                               | 6                                               | 7                                               | 8                                               | 9                                               |                                                 |
| Topklasse                                       | Topklasse                                       | Sedan                                           |                                                 |                                                 |                                                 |                                                 |                                                 |                                                 |                                                 |                                                 |                                                 |                                                 |                                                 |                                                 |                                                 |                                                 |                                                 |                                                 |                                                 |                                                 | Quattroporte I                                  | Quattroporte I                                  | Quattroporte I                                  | Quattroporte I                                  | Quattroporte I                                  | Quattroporte I                                  | Quattroporte I                                  |                                                 |                                                 |                                                 |                                                 | Quattroporte II                                 | Quattroporte II                                 | Quattroporte II                                 | Quattroporte II                                 | Quattroporte II                                 | QP III                                          |                                                 |
| GT                                              | vierzitter                                      | Coupé                                           |                                                 |                                                 |                                                 |                                                 |                                                 |                                                 |                                                 |                                                 |                                                 |                                                 |                                                 |                                                 |                                                 |                                                 |                                                 |                                                 |                                                 |                                                 |                                                 |                                                 |                                                 | Mexico                                          | Mexico                                          | Mexico                                          | Mexico                                          | Mexico                                          | Mexico                                          | Mexico                                          |                                                 |                                                 |                                                 | Kyalami                                         | Kyalami                                         | Kyalami                                         | Kyalami                                         |                                                 |
| GT                                              | vierzitter                                      | Coupé                                           |                                                 |                                                 |                                                 |                                                 |                                                 |                                                 |                                                 |                                                 |                                                 |                                                 |                                                 |                                                 |                                                 |                                                 |                                                 |                                                 |                                                 |                                                 |                                                 |                                                 |                                                 | Indy                                            |                                                 |                                                 |                                                 |                                                 |                                                 |                                                 |                                                 |                                                 |                                                 |                                                 |                                                 |                                                 |                                                 |                                                 |
| GT                                              | 2+2                                             | Coupé                                           |                                                 |                                                 |                                                 |                                                 |                                                 |                                                 |                                                 |                                                 |                                                 |                                                 |                                                 |                                                 |                                                 |                                                 | 5000 GT                                         | 5000 GT                                         | 5000 GT                                         | 5000 GT                                         | 5000 GT                                         | 5000 GT                                         | 5000 GT                                         | 5000 GT                                         | Ghibli I                                        | Ghibli I                                        | Ghibli I                                        | Ghibli I                                        | Ghibli I                                        | Ghibli I                                        | Ghibli I                                        | Khamsin                                         | Khamsin                                         | Khamsin                                         | Khamsin                                         | Khamsin                                         | Khamsin                                         |                                                 |
| GT                                              | 2+2                                             | Coupé                                           |                                                 |                                                 | A6 1500                                         | A6 1500                                         | A6 1500                                         | A6 1500                                         | A6G                                             | A6G                                             | A6G                                             | A6G/54                                          | A6G/54                                          | A6G/54                                          | 3500 GT                                         | 3500 GT                                         | 3500 GT                                         | 3500 GT                                         | 3500 GT                                         | 3500 GT                                         | 3500 GT                                         | Sebring                                         | Sebring                                         | Sebring                                         | Sebring                                         | Sebring                                         | Sebring                                         |                                                 |                                                 |                                                 |                                                 |                                                 |                                                 |                                                 |                                                 |                                                 |                                                 |                                                 |
| GT                                              | tweezitter                                      | Coupé                                           |                                                 |                                                 | A6 1500                                         | A6 1500                                         | A6 1500                                         | A6 1500                                         | A6G                                             | A6G                                             | A6G                                             | A6G/54                                          | A6G/54                                          | A6G/54                                          |                                                 |                                                 |                                                 |                                                 |                                                 |                                                 | Mistral                                         | Mistral                                         | Mistral                                         | Mistral                                         | Mistral                                         | Mistral                                         | Mistral                                         | Mistral                                         |                                                 |                                                 |                                                 |                                                 |                                                 |                                                 |                                                 |                                                 |                                                 |                                                 |
| GT                                              | tweezitter                                      | Spyder                                          |                                                 |                                                 | A6 1500                                         | A6 1500                                         | A6 1500                                         | A6 1500                                         | A6G                                             | A6G                                             | A6G                                             | A6G/54                                          | A6G/54                                          | A6G/54                                          |                                                 |                                                 |                                                 |                                                 |                                                 |                                                 |                                                 | Mistral Spyder                                  | Mistral Spyder                                  | Mistral Spyder                                  | Mistral Spyder                                  | Mistral Spyder                                  | Mistral Spyder                                  | Mistral Spyder                                  |                                                 |                                                 |                                                 |                                                 |                                                 |                                                 |                                                 |                                                 |                                                 |                                                 |
| GT                                              | tweezitter                                      | Spyder                                          |                                                 |                                                 | A6 1500                                         | A6 1500                                         | A6 1500                                         | A6 1500                                         | A6G                                             | A6G                                             | A6G                                             | A6G/54                                          | A6G/54                                          | A6G/54                                          |                                                 |                                                 | 3500 GT Cabrio                                  | 3500 GT Cabrio                                  | 3500 GT Cabrio                                  | 3500 GT Cabrio                                  | 3500 GT Cabrio                                  | 3500 GT Cabrio                                  |                                                 |                                                 |                                                 |                                                 | Ghibli Spyder                                   | Ghibli Spyder                                   | Ghibli Spyder                                   | Ghibli Spyder                                   | Ghibli Spyder                                   |                                                 |                                                 |                                                 |                                                 |                                                 |                                                 |                                                 |
| Sportwagen                                      | Sportwagen                                      | 2+2                                             |                                                 |                                                 |                                                 |                                                 |                                                 |                                                 |                                                 |                                                 |                                                 |                                                 |                                                 |                                                 |                                                 |                                                 |                                                 |                                                 |                                                 |                                                 |                                                 |                                                 |                                                 |                                                 |                                                 |                                                 |                                                 |                                                 |                                                 | Merak                                           | Merak                                           | Merak                                           | Merak                                           | Merak                                           | Merak                                           | Merak                                           | Merak                                           |                                                 |
| Sportwagen                                      | Sportwagen                                      | tweezitter                                      |                                                 |                                                 |                                                 |                                                 |                                                 |                                                 |                                                 |                                                 |                                                 |                                                 |                                                 |                                                 |                                                 |                                                 |                                                 |                                                 |                                                 |                                                 |                                                 |                                                 |                                                 |                                                 |                                                 |                                                 |                                                 |                                                 | Bora                                            | Bora                                            | Bora                                            | Bora                                            | Bora                                            | Bora                                            | Bora                                            | Bora                                            |                                                 |                                                 |
| Eigenaar                                        | Eigenaar                                        | Eigenaar                                        | familie Orsi                                    | familie Orsi                                    | familie Orsi                                    | familie Orsi                                    | familie Orsi                                    | familie Orsi                                    | familie Orsi                                    | familie Orsi                                    | familie Orsi                                    | familie Orsi                                    | familie Orsi                                    | familie Orsi                                    | familie Orsi                                    | familie Orsi                                    | familie Orsi                                    | familie Orsi                                    | familie Orsi                                    | familie Orsi                                    | familie Orsi                                    | familie Orsi                                    | familie Orsi                                    | familie Orsi                                    | familie Orsi                                    | Citroën                                         | Citroën                                         | Citroën                                         | Citroën                                         | Citroën                                         | Citroën                                         | Citroën                                         | De Tomaso                                       | De Tomaso                                       | De Tomaso                                       | De Tomaso                                       | De Tomaso                                       |                                                 |

## Maserati-motorfietsen

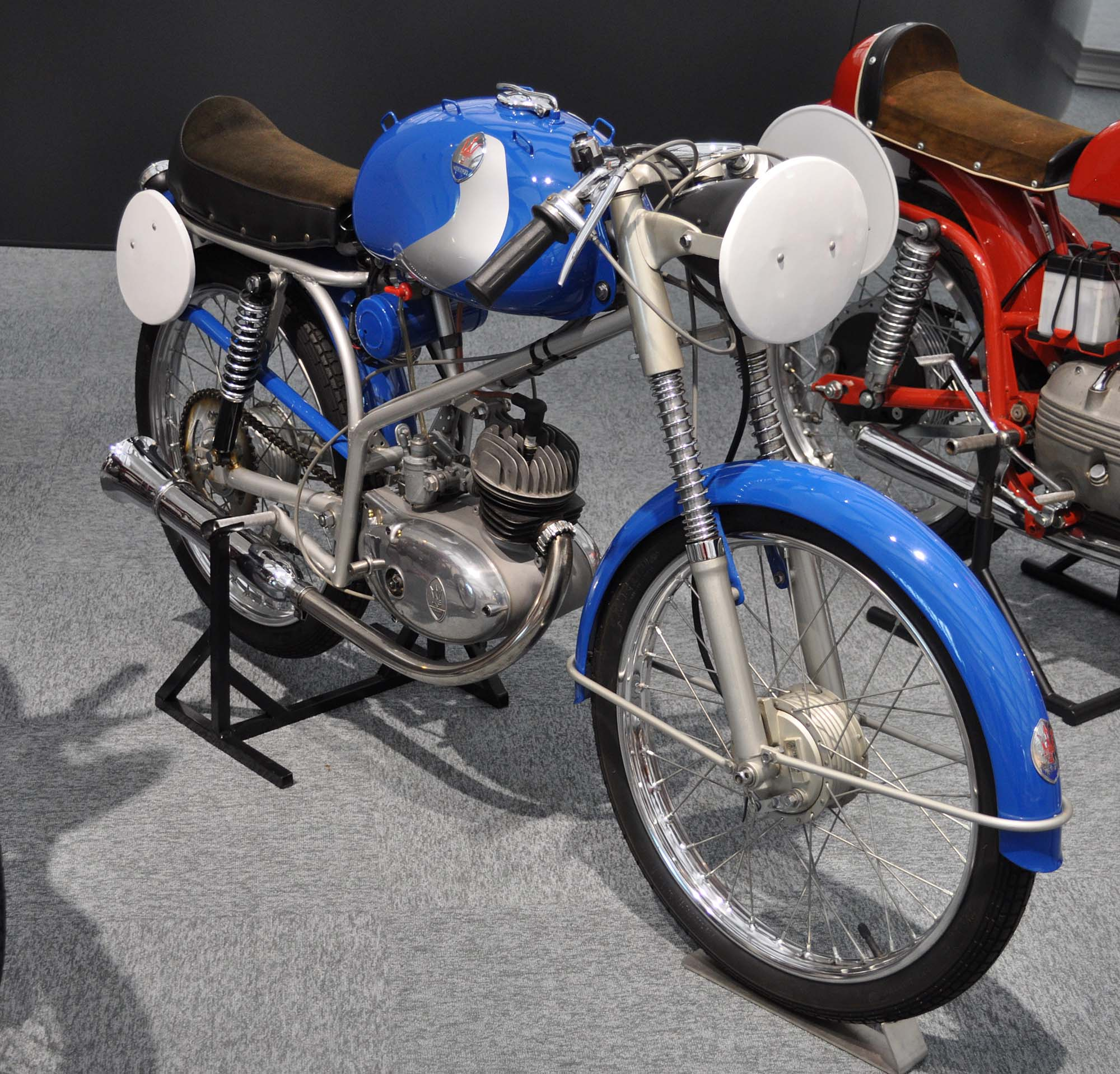
Maserati 48IL Rospo uit 1958

Maserati produceerde ook enkele jaren (van 1953 tot 1961) motorfietsen, onder de firmanaam Fabbrica Candele Accumulatori Maserati S.p.A, Modena.
Minstens een van de gebroeders Maserati had in zijn jeugd met motorfietsen te maken gehad. Carolo Maserati had de hulpmotor voor de Carcano ontwikkeld en ook met Carcano-motorfietsen aan wedstrijden deelgenomen.
Maserati produceerde motorfietsen van 49 tot 248 cc met eigen tweetakt- en kopklepmotoren. Daarbij waren ook 246 cc-tweecilinders. In 1952 kocht de familie Orsi, eigenaar van Maserati, de motorenfabriek Italmoto in Bologna op. Dit bedrijf werd naar Modena verplaatst.